# Just a Little Bit
Singles de Mutya Buena
Song 4 Mutya (Out of Control)
(2007) B Boy Baby
(2007)
Pistes de Real Girl
Real Girl
Just a Little Bit est une chanson de l'artiste pop/R&B britannique, Mutya Buena. C'est le troisième extrait de son premier album solo Real Girl. Il est sorti le 22 octobre au Royaume-Uni, après avoir été ajouté aux diffusions de la BBC Radio 1 la semaine du 26 septembre 2007.
Ce single ne fut pas vraiment un succès se classant au mieux à la 65e place du top75, devenant ainsi sa pire performance dans les charts, et la seconde pire pour une ex-membre des Sugababes, juste derrière le single de Siobhán Donaghy, So You Say, qui s'était lui classé 76e. Du coup, il ne fut pas commercialisé dans d'autres pays.

## Clip vidéo
Des vues de Mutya chantant seule ou avec un groupe s'enchaînent, entrecoupés d'effets visuels rajoutés par ordinateur.

## Formats et liste des pistes
Single
1. Radio Edit (3:14)
2. Delio Decruz Mix (5:52)
3. Vito Benito Remix (8:32)
4. Kardinal Beats Remix (3:22)
5. Video

12" Vinyl
1. Delio Decruz Mix (5:52)
2. Vito Benito Remix (8:32)
3. Kardinal Beats Remix (3:22)
4. Goldie Locks Remix (3:24)
5. Original Mix (3:17)

D-z CDS (D-z Records)
1. Radio Edit
2. Kardinal Beats Remix
3. Goldie Locks Remix
4. Video

Autres remixes :
- Desert Eagle Discs Remix (feat.Baby Blue) (4:20)
- Flukes Remix (2:08)
- Kardinal Beats Instrumental (3:25)
- Major Remix (feat. Mz. Bratt) (4:03)
- Witty Boy Remix (2:17)

## Classement des ventes
| Pays        | Meilleure position |
| ----------- | ------------------ |
| Royaume-Uni | 65                 |